# Большой Котлабух
Большо́й Котлабу́х (укр. Вели́кий Катлабу́г, Вели́кий Катлабу́х) — река в Одесской области Украины. Длина реки — 49 км, площадь водосборного бассейна — 536 км². Относится к бассейну Дуная.
Исток на южных склонах Подольской возвышенности, возле села Новые Трояны (Одесская область) Болградского района. Протекает по территории Болградского и Измаильского районов. По территории Измаильского района река с притоком проходит на протяжении 6,5 и 6 км соответственно. Впадает в озеро Катлабух.
Основные гидротехнические сооружения на территории Измаильского района — железнодорожный и автодорожный мост.
Приток — Малый Котлабух. Длина притока — 10 км.